# The Last Outpost (filme de 1935)
The Last Outpost (bra: Guerreiros da África) é um filme estadunidense de 1935, dos gêneros aventura e drama bélico-histórico, dirigido por Charles Barton e Louis J. Gasnier, e estrelado por Cary Grant, Claude Rains e Gertrude Michael. O roteiro de Philip MacDonald, Charles Brackett, Frank Partos e Arthur Phillips foi baseado no conto "The Drum", de F. Britten Austin, publicado na revista Redbook em 1923.
A trama retrata a história de dois soldados britânicos que se apaixonam pela mesma mulher, o que causa tensão em sua amizade próxima.

## Sinopse
Na Primeira Guerra Mundial, o oficial britânico Michael Andrews (Cary Grant) é capturado por saqueadores curdos no Frente Oriental, mas é resgatado por um homem chamado John Stevenson (Claude Rains). Apesar de John não revelar seu nome verdadeiro, os dois desenvolvem uma amizade incomum e juntos salvam uma vila curda de um massacre, além de impedir um ataque surpresa à unidade britânica estacionada na região.
Andrews, ferido na perna, é enviado para um hospital militar no Cairo. Lá, ele se apaixona pela enfermeira Rosemary Haydon (Gertrude Michael), que também se sente atraída por ele. No entanto, ela é casada, embora não tenha notícias do marido há mais de três anos.
Mais tarde, John, o homem que salvou Andrews e o marido de Rosemary, reaparece para levá-la de volta. Andrews, sem saber da verdadeira identidade do amigo, se despede dela sem saber que pode perder o amor de sua vida. O destino os coloca frente a frente novamente durante um ataque a um remoto quartel, onde nenhum dos defensores parece ter chance de sobreviver.

## Elenco
- Cary Grant como Capitão Michael Andrews
- Claude Rains como John Stevenson
- Gertrude Michael como Rosemary Haydon
- Margaret Swope como Enfermeira Rowland
- Jameson Thomas como Cullen
- Nick Shaid como Haidar
- Kathleen Burke como Ilya
- Colin Tapley como Tenente Prescott
- Billy Bevan como Soldado Foster
- Claude King como General

Não-creditados
- Georges Renavent como Major Turco
- Robert Adair como Sargento
- Olaf Hytten como Doutor
- Frank Elliott como Coronel

## Produção
O título de produção do filme foi "Jungle". As filmagens aconteceram em Chatsworth, na Califórnia, de 20 de maio a 26 de junho de 1935. O estúdio não ficou satisfeito com a versão final da produção, o que fez a história ser reescrita e um novo diretor ser escalado. O filme foi então quase totalmente refeito, com sua produção sendo encerrada em 13 de agosto de 1935.
No filme, são utilizadas cenas de produções anteriores, especialmente do documentário etnográfico mudo "Grass: A Nation's Battle for Life" (1925), de Merian C. Cooper. As impressionantes cenas de travessias de rios e escaladas de montanhas são registros autênticos das migrações tradicionais dos Bakhtiari no Irã.

## Recepção
Frank S. Nugent, em sua crítica para o The New York Times, escreveu que o filme é um "melodrama bem executado", embora ele considere-o "um tanto familiar" a "Lanceiros da Índia", lançado pela Paramount Pictures no mesmo ano.
Graham Greene, em sua crítica para a revista The Spectator, descreveu a primeira meia hora do filme como "notavelmente boa" e os 40 minutos restantes como "terrivelmente ruins". Greene elogiou a direção e a fotografia da primeira parte por empregar um "excelente vigor ao apresentar um assunto que não poderia ter sido apresentado no palco", além de elogiar a atuação de Cary Grant e Claude Rains. Ele descreveu a segunda parte do filme, no qual o personagem de Grant desce a passagem da montanha para o Cairo e o personagem de Rain retorna para lutar contra os curdos, como "preenchida ... pela adição de um melodrama triangular mais do que usualmente estúpido de ciúmes e resgates de última hora".